# تایمز گاید افتایس
تایمز گاید افتایس (به فرانسوی: Timizguida Ouftas) یک منطقهٔ مسکونی در مراکش است که در استان صویره واقع شده‌است. تایمز گاید افتایس ۵٬۲۱۸ نفر جمعیت دارد.